# ماركو غافريلوفيتش
ماركو غافريلوفيتش (بالإنجليزية: Marko Gavrilovic)‏ (ولد في 6 مارس 2001 في صربيا) لاعب كرة قدم صربي يجيد اللعب في مركز الجناح الأيسر وبدرجة أقل الجناح الأيمن والوسط المهاجم. يلعب حاليا لصالح عالي البحريني من 2023.